# Milaim Rama
Milaim Rama (født 29. februar 1976 i Vitina, Jugoslavien) er en jugoslavisk født tidligere schweizisk fodboldspiller (angriber).
Rama spillede langt størstedelen af sin karriere hos FC Thun i den schweiziske liga. Han havde også korte ophold hos FC Schaffhausen samt hos tyske FC Augsburg.
Rama spillede desuden syv kampe for det schweiziske landshold. Han var en del af det schweiziske hold ved EM i 2004 i Portugal. Her fik han fem minutters spilletid i den sidste af schweizernes tre kampe, da holdet blev slået ud efter det indledende gruppespil.